# Кивисилд, Янно
Янно Кивисилд (эст. Janno Kivisild; 5 августа 1977, Кохила, Рапламаа) — эстонский футбольный тренер.

## История
Родился 5 августа 1977 года в Кохила. В качестве футболиста выступал за любительские клубы низших лиг на позиции защитника.
В 23-летнем возрасте стал главным тренером клуба высшей лиги Эстонии «Валга». В 2000 году клуб вылетел из высшей лиги, затем дважды подряд занимал призовые места в первой лиге — второе и первое, в 2003 году снова играл в высшей лиге, где стал предпоследним. Одновременно с работой в «Валге» тренер возглавлял юниорские сборные Эстонии.
С октября 2004 года по конец 2005 года — главный тренер таллинской «Флоры». Бронзовый призёр чемпионата Эстонии 2004 года, в 2005 году клуб финишировал только четвёртым.
В 2006—2007 годах работал ассистентом Арно Пайперса в сборной Казахстана и клубе «Астана». Позднее входил в тренерский штаб «Флоры» и национальной сборной Эстонии.
По состоянию на 2022 год — технический директор Эстонского футбольного союза, также тренирует любительскую сборную региона Рапламаа. Имеет тренерскую лицензию «Pro».